# 1917 en santé et médecine
| Années de la santé et de la médecine : 1914 - 1915 - 1916 - 1917 - 1918 - 1919 - 1920    |
| Décennies de la santé et de la médecine : 1880 - 1890 - 1900 - 1910 - 1920 - 1930 - 1940 |

Cet article présente les faits marquants de l'année 1917 en santé et médecine.

## Événements
- 3 septembre : Félix d'Hérelle fait annoncer par Émile Roux, à l'Académie des sciences, sa découverte de la bactériophagie[1].
- 1er octobre : loi française sur la répression de l'ivresse publique[2].
- 19 décembre : loi française sur les établissements dangereux, insalubres ou incommodes[3].

- Le médecin allemand H. Günther décrit la sébocystomatose[4].
- Le médecin japonais Shinobu Ishihara publie un test pour la détection du daltonisme[5].

## Publication
- Gustave Roussy et Jean Lhermitte, Les Psychonévroses de guerre[6].

## Prix
- Médaille Copley : Émile Roux bactériologiste et immunologiste français, cofondateur de l'Institut Pasteur, découvreur du sérum antidiphtérique.

## Décès
Janvier
- 1er janvier : Jules-Dominique Antoine (né en 1845), vétérinaire et homme politique français puis allemand.
- 4 janvier : Auguste Chauveau (né en 1827), vétérinaire, médecin, physiologiste et anatomiste français.
- 31 janvier : Anton Wölfler (né en 1850), chirurgien autrichien.

Février
- 5 février : Ernest Huet (né en 1858), neurologue français.
- 6 février : Julius Bernstein (né en 1839), médecin allemand, pionnier de l'électrophysiologie.
- 11 février :
  - Oswaldo Cruz (né en 1872), médecin, bactériologiste et épidémiologiste brésilien.
  - Laura Forster (née en 1858), infirmière, médecin et chirurgienne australienne.
- 18 février : Raphaël Delaunay (né en 1870), pharmacien et homme politique français.
- 25 février : Jules Courmont (né en 1865), médecin et biologiste français.
- 26 février : Jules Dejerine (né en 1849), neurologue français.

Mars
- 17 mars : Caesar Boeck (né en 1845), dermatologue norvégien.
- 21 mars : Alfred Einhorn (né en 1856), chimiste allemand, découvreur de la novocaïne.
- 26 mars : Rudolf Reitler (né en 1865), médecin et psychanalyste autrichien.
- 31 mars : Emil von Behring (né en 1854), médecin allemand, premier lauréat, en 1901, du prix Nobel de médecine, « pour ses travaux sur la sérumthérapie, et plus particulièrement contre la diphtérie ».

Avril
- 5 avril : Vladimir Serbsky (né en 1858), psychiatre russe.
- 6 avril : Newton Ramsay Colter (né en 1844), médecin et homme politique canadien.
- 10 avril : Lucien Guillemaut (né en 1842), médecin, historien local et homme politique français.
- 14 avril : Louis Zamenhof (né en 1859), ophtalmologiste polonais, inventeur de l'espéranto.
- 15 avril : Armand Ruffer (né en 1849), médecin et bactériologiste français, pionnier de la paléopathologie.
- 17 avril : Theodor von Leber (né en 1840), ophtalmologiste allemand.
- 18 avril : Herbert Conn (né en 1859), bactériologiste américain.
- 24 avril :
  - Gaston Bourret (né en 1875), médecin et bactériologiste français.
  - Frédéric Labadie-Lagrave (né en 1844), médecin français.

Mai
- 10 mai : Louis Landouzy (né en 1845), neurologue français.
- 13 mai : Gustav Jäger (né en 1832), naturaliste et hygiéniste allemand.
- 24 mai : Anton von Frisch (né en 1849), urologue autrichien.

Juin
- 5 juin : António Teixeira de Sousa (né en 1857), médecin et homme politique portugais.
- 6 juin : Félix Le Dantec (né en 1869), biologiste, naturaliste, pathologiste et philosophe des sciences français.

Juillet
- 3 juillet : Albert Eulenburg (né en 1840), neurologue et sexologue allemand.
- 5 juillet :
  - Emilio Goeldi (né en 1859), médecin et naturaliste brésilien d'origine suisse.
  - Paul Hariot (né en 1854), pharmacien, botaniste et phycologue français.
- 10 juillet : Charles Tanret (né en 1847), chimiste et pharmacologue français.
- 12 juillet : Agustin Stahl (né en 1842), médecin et botaniste portoricain.
- 27 juillet : Theodor Kocher (né en 1841), chirurgien suisse, lauréat du prix Nobel de médecine en 1909 « pour ses travaux sur la physiologie, la pathologie et la chirurgie de la glande thyroïde ».

Août
- 16 août : Charles-Marie Livon (né en 1850), médecin et homme politique français.
- 20 août : Adolf von Baeyer (né en 1835), chimiste allemand dont les découvertes en chimie organique ont eu des retombées considérables en pharmacologie.

Septembre
- 23 septembre : Jean Joyeux-Laffuie (né en 1852), médecin, viticulteur et homme politique français.
- 26 septembre : Edward Gallaudet né en 1837), éducateur américain, fondateur du premier collège pour sourds, aujourd'hui université Gallaudet.

Octobre
- 11 octobre : August von Froriep (né en 1849), anatomiste allemand.
- 22 octobre : Albert Dastre (né en 1844), physiologiste et biologiste français.

Novembre
- 3 novembre : Paul Oulmont (né en 1849), médecin et collectionneur français.
- 11 novembre : Jean Peyrot (né en 1843), médecin et homme politique français.

Décembre
- 10 décembre : Louis-Lucien Rochat (né en 1849), pasteur et théologien suisse, fondateur de la Croix-Bleue.
- 12 décembre : Andrew Still (né en 1828), médecin américain, fondateur de l'ostéopathie.
- 17 décembre : Elizabeth Garrett Anderson (née en 1836), première femme médecin britannique, compte non tenu de James Barry, alias Miranda Stuart.
- 19 décembre : Franz Tangl (né en 1866), physiopathologiste hongrois.
- 25 décembre : Édouard Delanglade (né en 1868), chirurgien français.

Date à préciser
- Soha Hatono (né en 1844), chirurgien japonais.
- Paul Jouannault (né en 1850), pharmacien et botaniste français.